# Golden Tour
A Golden Tour az ausztrál énekesnő, Kylie Minogue tizenötödik turnéja, mely a 2018-ban megjelent tizennegyedik stúdióalbumának, a Golden-nek a népszerűsítésére lett megálmodva. A turné Európában és Ausztráliában zajlott. 2018. szeptember 18-án kezdődött Newcastle-ban, Angliában a Metro Radio Arena-ban és 2019. március 17-én fejeződött be a Sirromet Wines-ban az ausztrál Mount Cotton-ban. A turnét először 2018 februárjában jelentették be brit és ír koncertdátumokkal. A korábban bejelentett európai helyszínek be lettek építve a turnéba még azon év szeptemberében és az ausztrál helyszínek novemberben lettek kihirdetve.
A koncertek hét, jól elválasztható részre lettek osztva, melyek a Desert Sunrise, The High & Dry, Nothing Behind Me, Everything Ahead of Me, The Lovers United, At the Picnic After the Biker Rally, New York City és a ráadás The Nashville Rider nevet kapták. Egy idővonallal két félre osztva a műsor a koncert felénél. Rob Sinclair mellett Minogue társ kreatív rendezőként is részt vett a turné létrehozásában, mely az 1970-es éveket idézte és a western filmek hangulatát. Ezeket egy absztrakt road movie formájában keltették életre, mely a koncert alatt végig látható volt a kivetítőn. A turnét a kritikusok nagyon dicsérték különösen az egyszerűsége miatt, mely korábbi turnéihoz képest szembeötlő volt.
A Golden Tour anyagilag is sikeres volt. A Billboard szerint a londoni O2 Aréna-ban megtartott három koncert több, mint 3,3 millió dollárt hozott és több, mint 30 000 jegy kelt el rájuk, mellyel a nyolcadik helyet szerezte meg a 2018 szeptemberében zajlott legnagyobb koncertek listáján. Számos koncerten zajlottak felvételek, melyek végül 2019. december 6-án lettek kiadva Golden Live in Concert címmel.

## Háttér és gyártás
2018 februárjában Minogue egy sor koncertet jelentett be kisebb helyszíneken a Kylie Presents Golden turné részeként, mely egybeesett az új lemez várható megjelenésével. Később még ebben a hónapban egy új arénaturné lett bejelentve, melyben meg lettek erősítve az angliai és ír helyszínek és időpontok. A turné megalkotásával kapcsolatban Minogue a következőket nyilatkozta:
Tudjuk, hogy jó kiinduló pontunk van az új album dalaival és minden más ezeken felül... na itt kezdődnek a problémák. A régebbi dalok közül melyeket válasszuk? Es mennyi meglepő pillanatot építsünk bele a műsorba a szuper rajongóknak? Ez egy nagyon szórakoztató, ugyanakkor némileg stresszes része az alkotási folyamatnak.
A Good Morning Britain-nek adott interjújában Minogue elmagyarázta, hogy a műsor két félre lett osztva egy idővonallal és narratívával. Tovább folytatva azt is elárulta, hogy a dallista többnyire már el lett készítve, megemlítve a „Raining Glitter”-t és a „Lost Without You”-t, melyek biztos helyet kaptak az előadandó dalok között. Minogue kosztümjeit a turnéra Ralph & Russo, Kolchagov Barba, Paco Rabanne, Jitrois, Stevie Stewart és Wrangler álmodták meg.

## Koncert összefoglaló
A koncert első része, a Desert Sunrise gitár zenével és üvöltő szél hangjának effektjével kezdődik, mialatt a kivetítőn egy sivatag látható éjjel. Egy csapat cowboy ruhás táncos jelenik meg a színpadon, ahogy a nap kezd felkelni, mielőtt Minogue feltűnne a színpadon egy rakás bőrönd tetején ülve a „Golden”-t énekelve. Ezután Minogue a „Get Outta My Way”-t és a „Better the Devil You Know”-t adta elő. A turné nyitó estjén a „One Last Kiss” elő lett adva Newcastle-ben, de ezután lekerült a dallistáról.
A második rész, a The High & Dry a „Blue Velvet” interlude-jával kezdődött, míg a háttérben a kivetítőn Minogue látható, miközben a dalt énekli egy bárban. Ezután megjelent Minogue egy fehér kosztümöt viselve, hogy folytassa a dalt. Ezután Minogue előadta a „Confide in Me” -t és az „I Believe in You”-t a „Breathe” helyett, csak a Newcastle-ben adták elő. Ezután a „Where the Wild Roses Grow” egy rövid acapella részlete következett, miközben Minogue egy rózsát küld a tömegen keresztül a koncert helyszín hátsó része felé, melyet az „In Your Eyes” követett. A második szekció az „A Lifetime to Repair”-rel zárult, mely alatt Minogue egy biliárdasztalon állt körülvéve táncosaival.
A harmadik rész, a Nothing Behind Me, Everything Ahead of Me a „Shelby '68” és a „Radio On” előadásával kezdődött, mely során Minogue beavatja a közönséget a két dal születésének háttértörténetébe. Ezután a „Wow” egyik verziója következett, melyet a „Can’t Get You Out of My Head” és a Fleetwood Mac dal „The Chain” egy egyvelege követett. Minogue ezalatt egy méretre szabott farmer dzsekit viselt, melynek a hátába bele lett hímezve az adott város neve, ahol éppen fellépett és egy kép Minogue-ról. A színpad emelvénye mellett el kezdett csengeni egy telefonfülke és a fények elhalványodtak, jelezve a kezdetét egy húsz perces időintervallumnak, mely során egy gigantikus ezüst diszkógömb bevilágította a helyszínt.
Ezután a színpadon kivilágított motorokon megjelentek a táncosok, míg Minogue a színpadi emelvény tetején tűnt fel. A „Slow”-t adta elő, ezzel megkezdve a negyedik részt, mely az At the Biker Rally címet kapta. Ezt követően Minogue és a háttér vokalistái a „Kids”-et adták elő, mielőtt a fények elhalványodtak volna, hogy a „The One” egyik verziója következett volna. Ezután Minogue a „Stop Me from Falling”-ot énekelte el, ezzel zárva ezt a részt.
Az ötödik rész, az At the Picnic After the Biker Rally a „Wouldn’t Change a Thing” és az „I’ll Still Be Loving You” egyvelegével kezdődött, mialatt Minogue az egyik táncosával körbejárta a színpadot, az „Especially for You” követte. Ezután a „Lost Without You”-t adta elő, melyet egy lézerműsor tett teljessé, mely után az „All the Lovers” csendült fel. Ez a szekció ezzel a dallal fejeződött be, mely után szivárvány színű fényeket vetettek be és konfettit. Ezután a kivetítőkön az utolsó előtti rész, a „Studio 54” logója jelent meg, mely során Minogue a művészbejárón keresztül lépett a színpadra egy méretre szabott aranyszínű ruhában. Előadott egy egyveleget az akkor még kiadatlan „New York City”-ből, valamint a „Raining Glitter”-ből és az „On a Night Like This”-ből. Ezt egy gőzmozdony pöfögő hangja követte, míg Minogue a „The Loco-Motion” egy diszkó verzióját adta elő. A rész zárásaként a „Spinning Around” lett előadva, míg a tömegbe arany szalagokat lőttek be.
Ezután Minogue köszönetet mondott a közönségnek és elhagyta a színpadot táncosai kíséretében, míg a fények eltompultak. A videó kivetítő egy kék, csillogó hátteret mutatott, mielőtt Minogue újra megjelent a színpadon és elkezdte a koncert utolsó szekcióját, a The Nashville Rider-t a „Love at First Sight” előadásával. Ezután Minogue előadta a lemez vezető kislemezének, a „Dancing”-nek egy bővített változatát, mely után a műsort azzal zárta, hogy köszönetet mondott a közönségnek, a csapatának és a művészbejárón keresztül elhagyta a színpadot.

## Az előadott dalok listája
Act 1: The Desert Sunrise
1. "Golden"
2. "Get Outta My Way"
3. "Better the Devil You Know"

Act 2: The High and Dry
1. "Blue Velvet" (Videós közjáték)
2. "Confide in Me"
3. "I Believe in You"
4. "Where the Wild Roses Grow"
5. "In Your Eyes"
6. "A Lifetime to Repair"

Act 3: Nothing Behind Me, Everything Ahead of Me
1. "Shelby '68"
2. "Radio On"
3. "Wow"
4. "Can’t Get You Out of My Head"

Act 4: At the Biker Rally / The Lovers United
1. "Slow"
2. "Kids"
3. "The One"
4. "Stop Me from Falling"

Act 5: At The Picnic After The Biker Rally
1. "Wouldn’t Change a Thing" / "I’ll Still Be Loving You"
2. "Especially for You"
3. "Lost Without You"
4. "All the Lovers"

Act 6: New York City / Studio 54
1. "New York City" / "Raining Glitter" / "On a Night Like This"
2. "The Loco-Motion"
3. "Spinning Around"

Ráadás: The Nashville Rider
1. "Love at First Sight"
2. "Dancing"

## A turné állomásai
| Európa               |                     |                |                               |
| 2018. szeptember 18. | Newcastle upon Tyne | Anglia         | Metro Radio Arena             |
| 2018. szeptember 20. | Nottingham          | Anglia         | Motorpoint Arena              |
| 2018. szeptember 21. | Birmingham          | Anglia         | Genting Arena                 |
| 2018. szeptember 22. | Bournemouth         | Anglia         | Windsor Hall                  |
| 2018. szeptember 24. | Cardiff             | Wales          | Motorpoint Arena              |
| 2018. szeptember 26. | London              | Anglia         | O2 Arena                      |
| 2018. szeptember 27. | London              | Anglia         | O2 Arena                      |
| 2018. szeptember 28. | London              | Anglia         | O2 Arena                      |
| 2018. szeptember 30. | Glasgow             | Skócia         | SSE Hydro                     |
| 2018. október 1.     | Manchester          | Anglia         | Manchester Aréna              |
| 2018. október 3.     | Liverpool           | Anglia         | Liverpool Arena               |
| 2018. október 4.     | Leeds               | Anglia         | First Direct Arena            |
| 2018. november 8.    | Brüsszel            | Belgium        | Cirque Royal                  |
| 2018. november 9.    | Párizs              | Franciaország  | La Seine Musicale             |
| 2018. november 10.   | Zürich              | Svájc          | Samsung Hall                  |
| 2018. november 12.   | Padova              | Olaszország    | Gran Teatro Geox              |
| 2018. november 13.   | München             | Németország    | Zenith München                |
| 2018. november 14.   | Bécs                | Ausztria       | Bank Austria Halle            |
| 2018. november 18.   | Frankfurt am Main   | Németország    | Jahrhunderthalle              |
| 2018. november 19.   | Berlin              | Németország    | Tempodrom                     |
| 2018. november 20.   | Köln                | Németország    | Palladium                     |
| 2018. november 22.   | Amszterdam          | Németalföld    | AFAS Live                     |
| 2018. november 23.   | Koppenhága          | Dánia          | Dán Királyi Színház           |
| 2018. november 24.   | Hamburg             | Németország    | Mehr! Theater                 |
| 2018. december 3.    | Dublin              | Írország       | 3Arena                        |
| 2018. december 5.    | Belfast             | Észak-Írország | SSE Arena                     |
| Ausztrália           |                     |                |                               |
| 2019. március 5.     | Sydney              | Ausztrália     | ICC Sydney Theatre            |
| 2019. március 6.     | Sydney              | Ausztrália     | ICC Sydney Theatre            |
| 2019. március 9.     | Perth               | Ausztrália     | Sir James Mitchell Park       |
| 2019. március 11.    | Adelaide            | Ausztrália     | Adelaide Entertainment Centre |
| 2019. március 13.    | Melbourne           | Ausztrália     | Sidney Myer Music Bowl        |
| 2019. március 16.    | Hunter Valley       | Ausztrália     | Bimbadgen                     |
| 2019. március 17.    | Mount Cotton        | Ausztrália     | Sirromet Wines                |

## Golden Live in Concert

### Háttér és kiadás
A Golden Live in Concert egy koncert film, mely az ennek megfelelő turnéról készült. A filmet számos koncerten rögzítették és 2019. december 6-án jelent meg dupla CD-n és DVD-n. A DVD a teljes koncertet tartalmazta, valamint bónuszként a „We Are Golden”-t, míg az élő lemez a DVD-n látható koncert teljes hanganyagát.
A kiadása 2019. október 7-én lett bejelentve, mely egybeesett a Step Back in Time: The Definitive Collection bővített újrakiadásának bejelentésével és a DVD ízelítőjeként Minogue feltöltött egy videót a „Lost Without You” előadásáról. 2019. október 18-án a „Golden” előadása fel lett töltve Minogue YouTube csatornájára, melyet a „The Loco-Motion” előadása követett, mely 2019. december 5-én lett feltöltve. A DVD két különböző formátumban jelent meg, egy standard digipack verzióban, és egy kemény borítós könyv formájú deluxe verzióban, mely kizárólag a hivatalos boltjában volt elérhető egy korlátozott ideig.
A koncert egy felvétele a Channel 4-on lett sugározva 2019 karácsonyának első napján Minogue televíziós különkiadását, a Kylie’s Secret Night-ot követően. Ez a közvetítés egy egy órás különkiadássá lett összevágva.
1. "Golden"
2. "Better the Devil You Know"
3. "Confide in Me"
4. "Wow"
5. "Can’t Get You Out of My Head"
6. "Slow" / "Being Boiled"
7. "Kids"
8. "Stop Me from Falling"
9. "All the Lovers"
10. "The Loco-Motion"
11. "Spinning Around"
12. "Love at First Sight"
13. "Dancing"

Ez a közvetítés le lett adva a Channel 9-on is új év napján annyi módosítással, hogy számos interjú és színfalak mögötti felvétel is bele lett vágva.

### Számlista
| 1.  | Golden (Intro)                  |  |
| 2.  | Golden                          |  |
| 3.  | Get Outta My Way                |  |
| 4.  | Better the Devil You Know       |  |
| 5.  | Blue Velvet                     |  |
| 6.  | Confide in Me                   |  |
| 7.  | I Believe in You                |  |
| 8.  | Where the Wild Roses Grow       |  |
| 9.  | In Your Eyes                    |  |
| 10. | A Lifetime to Repair            |  |
| 11. | Shelby '68                      |  |
| 12. | Radio On                        |  |
| 13. | Wow                             |  |
| 14. | Can’t Get You Out of My Head    |  |
| 15. | The Chain                       |  |
| 16. | Slow / Being Boiled             |  |
| 17. | Kids                            |  |
| 18. | The One                         |  |
| 19. | Stop Me from Falling            |  |
| 20. | Wouldn’t Change a Thing         |  |
| 21. | I’ll Still Be Loving You        |  |
| 22. | Especially for You              |  |
| 23. | Lost Without You                |  |
| 24. | All the Lovers                  |  |
| 25. | New York City                   |  |
| 26. | Raining Glitter                 |  |
| 27. | On a Night Like This            |  |
| 28. | The Loco-Motion                 |  |
| 29. | Spinning Around                 |  |
| 30. | Love at First Sight             |  |
| 31. | Dancing                         |  |
| 32. | We Are Golden (Bónusz tartalom) |  |

| 1.  | Golden (Intro)               | 2:19 |
| 2.  | Golden                       | 3:11 |
| 3.  | Get Outta My Way             | 4:18 |
| 4.  | Better the Devil You Know    | 3:52 |
| 5.  | Blue Velvet                  | 2:51 |
| 6.  | Confide in Me                | 4:03 |
| 7.  | I Believe in You             | 4:30 |
| 8.  | Where the Wild Roses Grow    | 0:34 |
| 9.  | In Your Eyes                 | 4:10 |
| 10. | Lifetime to Repair           | 3:38 |
| 11. | Shelby '68                   | 5:36 |
| 12. | Radio On                     | 4:04 |
| 13. | Wow                          | 3:13 |
| 14. | Can't Get You Out of My Head | 4:28 |
| 15. | The Chain                    | 2:17 |

| 1.  | Slow / Being Boiled      | 5:21 |
| 2.  | Kids                     | 4:44 |
| 3.  | The One                  | 5:25 |
| 4.  | Stop Me from Falling     | 4:18 |
| 5.  | Wouldn't Change a Thing  | 3:03 |
| 6.  | I'll Still Be Loving You | 0:43 |
| 7.  | Especially For You       | 4:48 |
| 8.  | Lost Without You         | 4:08 |
| 9.  | All the Lovers           | 3:36 |
| 10. | New York City            | 3:39 |
| 11. | Raining Glitter          | 0:54 |
| 12. | On a Night Like This     | 1:58 |
| 13. | The Loco-Motion          | 3:50 |
| 14. | Spinning Around          | 4:42 |
| 15. | Love at First Sight      | 6:07 |
| 16. | Dancing                  | 6:02 |